# 꽃마리
꽃마리는 지치과의 두해살이풀이다. 아시아의 온대·난대 지역에 분포한다.

## 이름

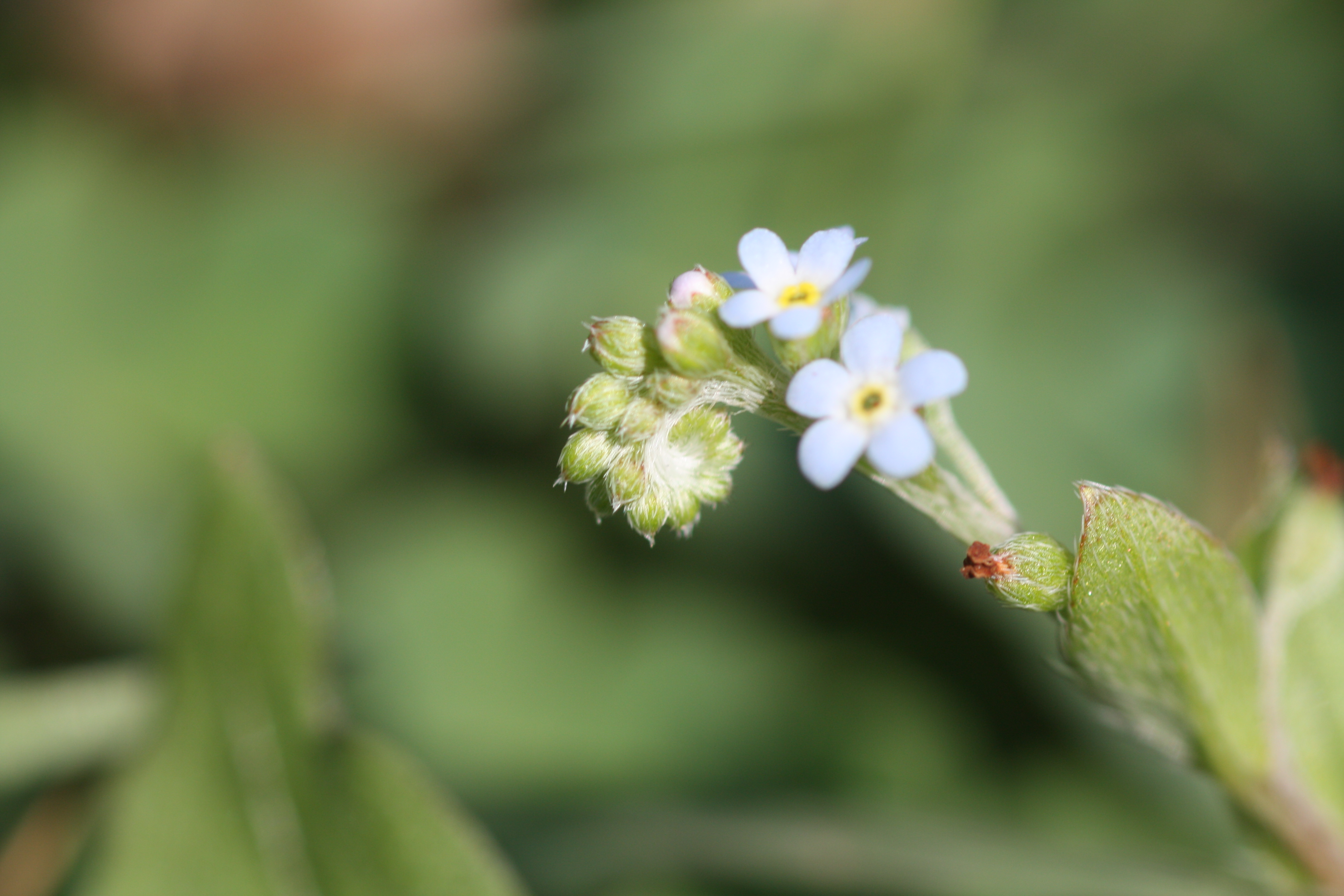
말려 있는 꽃대

꽃말이, 꽃다지, 잣냉이, 부지채(附地菜)라고도 부른다. 꽃마리라는 이름은 꽃대의 윗부분이 말려 있는 것에서 유래했다.

## 생태
밭둑이나 길가에서 흔히 자란다. 줄기는 높이가 약 10~30센티미터이며, 밑부분에서 가지가 갈라져 여러 개체가 한 곳에서 나온 것처럼 보인다. 몸 전체에는 짧고 굽은 털이 있다. 잎은 어긋나며, 긴 타원형 또는 달걀 모양으로 가장자리가 밋밋하다. 잎자루는 줄기 위쪽으로 갈수록 짧아지다가 없어진다. 꽃은 4~7월에 피며, 꽃대는 태엽처럼 펴지면서 자라는 것이 특징이다. 통꽃이나 꽃부리가 다섯 갈래로 나뉘어 있고 옅은 하늘색을 띠며, 꽃받침도 다섯 조각으로 갈라진다. 중심부는 벌레를 유인하기 위해 노란색을 띈다. 열매는 꽃받침으로 싸여 있으며, 짧은 자루가 있다. 어린 잎을 비비면 오이 냄새가 난다.

## 쓰임새
봄에 어린순을 나물로 먹고, 한방에서는 성숙한 식물체를 늑막염, 감기 따위에 약으로 쓴다. 삶아서 국이나 튀김을 해 먹으며, 나물죽을 쒀 먹기도 한다.

## 사진

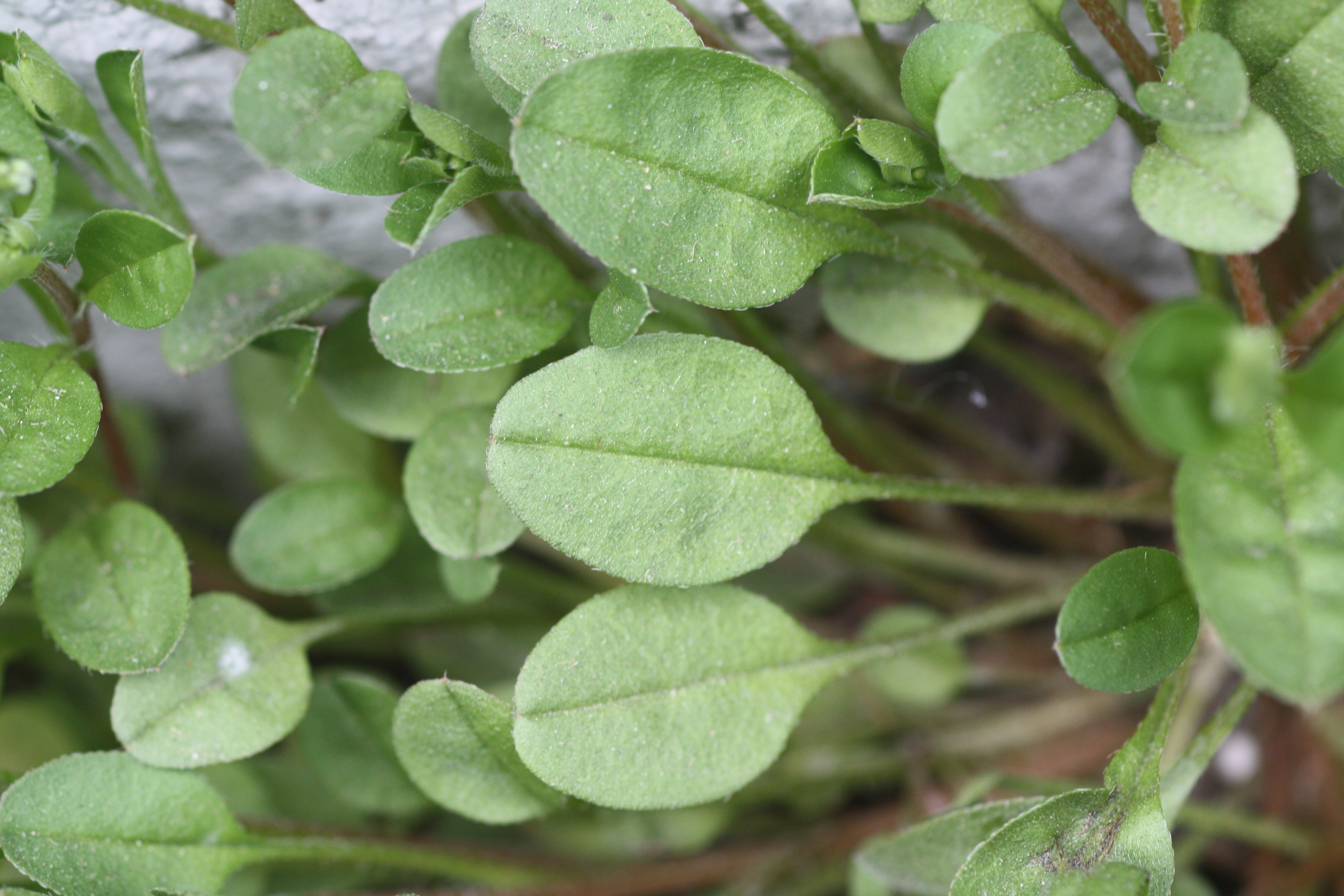
잎
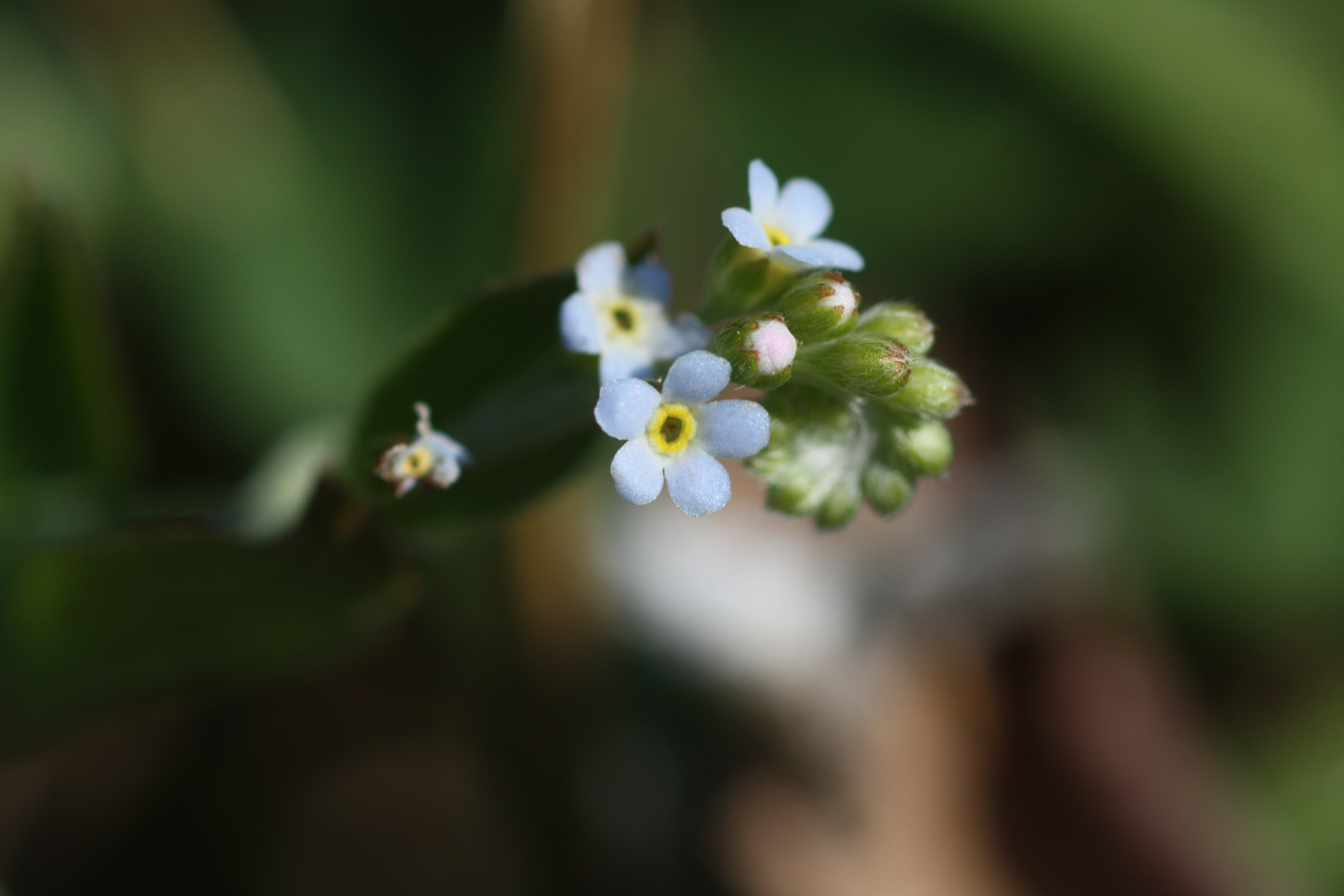
꽃